# Авсетаны
Авсетаны — народ, предположительно иберского происхождения, проживавший в доримский период на северо-востоке Пиренейского полуострова, в окрестностях Викской равнины, es:Plana de Vic. Их столицей был оппидум Аура или Ауса, ныне Вик, от которого происходит и название народа, и название современной комарки Осона.
Авсетанов покорил Ганнибал в 218 г. до н. э. во время перехода через Пиренеи в направлении Рима. Вместе с илергетами под предводительством Индибила противостояли Сципиону Африканскому в 205 г. до н. э., но были разгромлены. В конце концов Катон Старший окончательно подчинил их Риму в 195 г. до н. э.